# Parigi-Tours 2009
La Parigi-Tours 2009, centotreesima edizione della corsa ciclistica e valevole come prova del circuito UCI Europe Tour 2009, si svolse il 11 ottobre 2009, per un percorso totale di 230 km. Fu vinta dal belga Philippe Gilbert, al traguardo con il tempo di 5h12'23" alla media di 44,176 km/h.

## Ordine d'arrivo (Top 10)
| Pos. | Corridore         | Squadra       | Tempo    |
| ---- | ----------------- | ------------- | -------- |
| 1    | Philippe Gilbert  | Silence-Lotto | 5h12'23" |
| 2    | Tom Boonen        | Quick Step    | s.t.     |
| 3    | Borut Božič       | Vacansoleil   | a 2"     |
| 4    | Filippo Pozzato   | Katusha       | a 16"    |
| 5    | Óscar Freire      | Rabobank      | s.t.     |
| 6    | Francesco Gavazzi | Lampre-N.G.C. | s.t.     |
| 7    | Gerben Löwik      | Vacansoleil   | s.t.     |
| 8    | Pablo Lastras     | C. d'Epargne  | s.t.     |
| 9    | Martin Reimer     | Cervélo       | s.t.     |
| 10   | Jaŭhen Hutarovič  | F. des Jeux   | s.t.     |